# Staurogyne subcordata
Staurogyne subcordata är en akantusväxtart som beskrevs av Raymond Benoist. Staurogyne subcordata ingår i släktet Staurogyne och familjen akantusväxter. Inga underarter finns listade i Catalogue of Life.